# Brigitte Mohnhaupt
Brigitte Margret Ida Mohnhaupt (* 24. Juni 1949 in Rheinberg) ist eine deutsche ehemalige Terroristin der Rote Armee Fraktion (RAF). Sie gilt als Anführerin der zweiten Generation und war maßgeblich an den Planungen der Anschläge des Deutschen Herbstes 1977 beteiligt. Nach ihrer Verhaftung 1982 wurde sie wegen neunfachen Mordes und mehrfachen Mordversuchs zu einer lebenslangen Freiheitsstrafe als Gesamtstrafe verurteilt. Am 25. März 2007 wurde sie auf Bewährung entlassen.

## Leben

### Jugend und Studium
Ihre Kindheit verlebte die Tochter eines Verlagskaufmannes in Rheinberg als Einzelkind in bürgerlichen Verhältnissen. Nach der Scheidung ihrer Eltern 1960 blieb Brigitte Mohnhaupt bei ihrer Mutter. Einer der Lehrer am Schönborn-Gymnasium in Bruchsal, an dem sie 1967 ihren Abschluss machte, beschrieb sie als „eine leistungsmäßig gute, ja sogar eigentlich sehr gute Schülerin, allerdings nicht übermäßig fleißig und auch nicht übermäßig interessiert.“ Nach dem Abitur wollte Mohnhaupt Journalistin werden und schrieb sich an der Philosophischen Fakultät der Universität München für ein Studium der Publizistik und Geschichte ein. Dort bekam sie Kontakt zur linken Szene und zog mit Rolf Heißler in die Kommune in der Metzstraße 15. Mit ihm war sie kurz (von 1968 bis 1970) verheiratet; auch er wurde später Mitglied der RAF.

### Beteiligung an RAF und erste Freiheitsstrafe
Im Jahr 1971 schloss sich Mohnhaupt der RAF an und beteiligte sich an Organisation, Logistik und Waffenbeschaffung. Am 9. Juni 1972 wurde sie in Berlin verhaftet und wegen Unterstützung einer kriminellen Vereinigung, Körperverletzung und unerlaubten Waffenbesitzes zu einer Freiheitsstrafe von vier Jahren und sechs Monaten verurteilt. Nach einer Tätlichkeit gegen eine Justizvollzugsbeamtin erhielt sie weitere zwei Monate Freiheitsstrafe.
Ein Kassiber von Gudrun Ensslin aus dem Jahr 1973, in dem diese den wichtigsten inhaftierten Mitgliedern der RAF Decknamen für die Kommunikation über das RAF-Infosystem gibt, legt die Vermutung nahe, dass Mohnhaupt schon zum erweiterten Kern der ersten Generation gehörte.
Die letzten Monate ihrer Strafe verbrachte sie im Hochsicherheitstrakt der JVA Stuttgart und hatte dort jeden Tag mehrere Stunden Umschluss mit Andreas Baader, Gudrun Ensslin und Jan-Carl Raspe. Während dieser Zeit wurde sie von Baader und Ensslin systematisch auf ihre neue Führungsrolle innerhalb der in Freiheit befindlichen RAF-Mitglieder vorbereitet. Nach ihrer Haftentlassung am 8. Februar 1977 bestätigte Baader in einem aus der JVA geschmuggelten Dokument, „dass die Mohnhaupt jetzt ’ne Art Befehlsgewalt hat.“

### Deutscher Herbst 1977
Im Laufe des Jahres 1976 hatte sich unter Führung des ehemaligen Rechtsanwaltes Siegfried Haag die sogenannte zweite Generation der RAF gebildet („Haag-Mayer-Bande“), die sehr konkrete Anschlagspläne u. a. gegen den damaligen Generalbundesanwalt Siegfried Buback und den Arbeitgeberpräsidenten Hanns Martin Schleyer schmiedete. Dazu übte sich die Gruppe in palästinensischen Ausbildungslagern im Jemen im Umgang mit schweren automatischen Waffen. Das Attentat auf Buback wurde von den Tätern intern als „Operation Margarine“ bezeichnet. Zu jener Zeit war eine Margarinemarke namens SB (Bubacks Initialen) beliebt und weit verbreitet.
Die Verhaftung Haags am 30. November 1976 führte zu einem Stillstand, der bis zu Mohnhaupts Haftentlassung andauerte. Sie war dann maßgeblich an der Planung und Ausführung der Anschlagsserie im Deutschen Herbst 1977 („Offensive 77“) beteiligt.
Anfang April 1977 reisten Mohnhaupt und ihr damaliger Geliebter Peter-Jürgen Boock nach Bagdad, um dort mit Wadi Haddad, einem Anführer der terroristischen Palästinenserorganisation Volksfront zur Befreiung Palästinas (PFLP), zu verhandeln.
Am 30. Juli 1977 verschafften sich Mohnhaupt und Christian Klar mit Hilfe von Susanne Albrecht Zugang zum Haus des Vorstandssprechers der Dresdner Bank Jürgen Ponto, um diesen zu entführen. Er wehrte sich jedoch, die Situation eskalierte. Im Endeffekt erschossen Mohnhaupt und Klar Ponto, wofür sie später verurteilt wurden.
Am 5. September 1977 kam es zur Entführung von Hanns Martin Schleyer, dem Präsidenten der Bundesvereinigung der Deutschen Arbeitgeberverbände (BDA) und des Bundesverbands der Deutschen Industrie (BDI). Mohnhaupt war an der Schleyer-Entführung nicht direkt beteiligt, hatte aber in den Wochen zuvor – wie auch schon zuvor im Fall Buback – systematisch Fahrtrouten ausspioniert und den Tathergang konzipiert. Schleyers spätere Ermordung erfolgte nach Aussage Boocks erst nach einer direkten Aufforderung, die Mohnhaupt und er per Telex an Schleyers Bewacher in Brüssel schickten (Wortlaut: „Ware ist verdorben“).
Anfang Oktober 1977 flog sie mit der Mehrzahl der aktiven RAF-Mitglieder nach Bagdad und verhandelte dort zusammen mit Boock erneut mit Wadi Haddad. In der Folge kam es zur Entführung des Flugzeugs Landshut durch die PFLP.

### 1978 bis 1984
Nach dem Scheitern der Freipressungsversuche und dem Suizid der inhaftierten ersten Generation der RAF blieb Mohnhaupt bis Mai 1978 im Nahen Osten und kehrte dann nach Europa zurück. Am 11. Mai wurde sie am Flughafen Zagreb durch jugoslawische Behörden verhaftet. Da die Bundesrepublik auf das Angebot der jugoslawischen Behörden, Mohnhaupt und ihre Begleiter gegen eine Gruppe kroatischer Separatisten auszutauschen, nicht einging, wurde sie Anfang November freigelassen und in den Südjemen abgeschoben, wo sie eine militärische Ausbildung in einem palästinensischen Camp absolvierte.
Anfang 1979 kehrte sie erneut nach Europa zurück und organisierte den gescheiterten Mordanschlag auf den NATO-Oberbefehlshaber Alexander Haig am 25. Juni 1979 („Operation Hengst“).
Die folgenden Monate und Jahre versuchte sie vergeblich, die RAF neu auszurichten und neue Mitglieder zu rekrutieren. Im Herbst 1981 war sie an der versuchten Ermordung des US-Generals Frederick Kroesen direkt beteiligt. 
Am 11. November 1982 wurde sie als eines der letzten aktiven RAF-Mitglieder in einem Waldstück bei Heusenstamm verhaftet. Sie war dort zusammen mit Adelheid Schulz auf dem Weg zu einem Erddepot, in dem u. a. Waffen und Bargeld versteckt waren. Dieses Depot war einige Zeit früher von Pilzesammlern zufällig entdeckt worden. Daraufhin ließ die Polizei es rund um die Uhr bewachen.
Am 4. Dezember 1984 kündigte Mohnhaupt während einer Gerichtsverhandlung einen umfassenden Hungerstreik der RAF-Häftlinge an. Die Tatsache, dass der Aufruf zum Hungerstreik von fast allen Gefangenen befolgt wurde und beinahe gleichzeitig eine neue Attentats- und Mordserie der sogenannten dritten Generation losbrach (der erste Anschlag der „Offensive 84/85“ erfolgte am 18. Dezember 1984), legt den Schluss nahe, dass Mohnhaupt auch von der JVA aus die RAF anführte.
Der Antrag der Verteidigung vom 13. Dezember 1984, das Verfahren wegen Vorliegens eines Verfahrenshindernisses einzustellen, war erfolglos geblieben.

### Lebenslange Freiheitsstrafe
Mohnhaupt wurde am 2. April 1985 wegen Beteiligung an den neun Morden des Jahres 1977, wegen des versuchten Mordes an Frederick Kroesen und seinen drei Begleitern 1981 sowie wegen der versuchten Ermordung von mindestens fünf Staatsanwälten zu einer lebenslangen Freiheitsstrafe als Gesamtstrafe, bestehend aus fünf lebenslangen Einzelstrafen und einer Freiheitsstrafe von 15 Jahren, verurteilt. In der mündlichen Urteilsbegründung bezeichnete der Richter Mohnhaupt als „die gefährlichste und bösartigste Frau Deutschlands“. 
Anfang 1989 besuchte der damalige Staatssekretär im Justizministerium und spätere Justiz- und Außenminister Klaus Kinkel im Rahmen der sogenannten Kinkel-Initiative Mohnhaupt in der JVA Aichach, wo sie 22 Jahre ihrer 24-jährigen Haftzeit verbrachte. Kinkel beschrieb Mohnhaupt später als „verstockt und schwierig“.
Trotz einer neuen Welle der Gewalt setzte Kinkel seine Bemühungen um eine Lösung des Problems fort und erreichte schließlich, dass sich die Mehrzahl sowohl der in Freiheit befindlichen wie auch der inhaftierten RAF-Mitglieder zunächst zu einem Verzicht auf Gewalt gegen Personen bereitfanden. Für Mohnhaupt, die sich bis zuletzt erbittert gegen jedes Zugeständnis gewehrt hatte, bedeutete dies de facto die Absetzung als Anführerin der RAF, was sie in einem am 28. Oktober 1993 von der Frankfurter Rundschau veröffentlichten Brief auch bestätigte („Bruch im Zusammenhalt der Gefangenen und … der RAF“).
Nach Verbüßung der wegen der besonderen Schwere der Schuld gerichtlich festgelegten 24 Jahre Mindestverbüßungszeit wurde Mohnhaupt am 25. März 2007 auf Bewährung entlassen.

### Führungsstil
Bei ihrer Haftentlassung bezeichnete der damalige Leiter der JVA Aichach Mohnhaupt als „hilfsbereit, durchaus nicht unsympathisch“. Ganz anders dagegen wirken Berichte aus der Zeit, in der sie aktiv das Kommando der RAF führte. Ehemalige RAF-Mitglieder wie Susanne Albrecht und Silke Maier-Witt bezeichneten sie als „absolut dominant“, sie habe ihre Kommandos in kurzen, militärisch knappen Sätzen formuliert und, falls es doch einmal zu Diskussionen kam, Gegenargumente, die ihr nicht passten, in verletzender Weise und mit kreischender Stimme niedergeschrien.
Im Widerspruch zu dieser scheinbaren Selbstsicherheit und Dominanz stehen ihre Öffentlichkeitsscheu und ihr Bedürfnis, sich über viele Jahre hinweg jeweils mit einer Art Stellvertreterfigur an ihrer Seite abzusichern. In den ersten Jahren bis zu deren Verhaftung 1980 war dies Sieglinde Hofmann, danach bis etwa 1985 Christian Klar und in den folgenden Jahren Helmut Pohl, mit dem sie 1989 einen Hungerstreik und die Verhandlungen mit Klaus Kinkel organisierte.

## Film
- Stammheim – Zeit des Terrors; Dokudrama von Niki Stein und Stefan Aust, 2025